# Rio Acima
Rio Acima är en kommun i Brasilien.   Den ligger i delstaten Minas Gerais, i den sydöstra delen av landet, 600 km sydost om huvudstaden Brasília. Antalet invånare är 9 095.
I omgivningarna runt Rio Acima växer huvudsakligen savannskog. Runt Rio Acima är det glesbefolkat, med 20 invånare per kvadratkilometer.